# Аль-Айн (оаза)
Оаза Аль-Айн — найбільша з 7 оаз, розташованих в місті Аль-Айн в Об'єднаних Арабських Еміратах. У 2011 році оазу разом з археологічними пам'ятками Хілі та Джебель-Хафіту було внесено до списку Світової спадщини ЮНЕСКО як одну з 17 культурних місцевостей Аль-Айна.

## Історія
Оаза Аль-Айн була заселена з початку 1-го тисячоліття до н. е. Вода в неї надходить з сусідніх гір та поширюється з допомогою давньої іригаційної системи «фаладж». Кераміка, знайдена в багатьох місцях оази та близьких районах (зокрема в Хілі), свідчить про розквіт керамічного виробництва на початку VIII століття до н. е., а також про активну торгівлю з навколишніми районами. Поблизу одного з каналів-фаладжів знайдено укріплення, які могли контролювати доступ до води та сільськогосподарських земель, що може свідчити про політичне утворення на цій території.

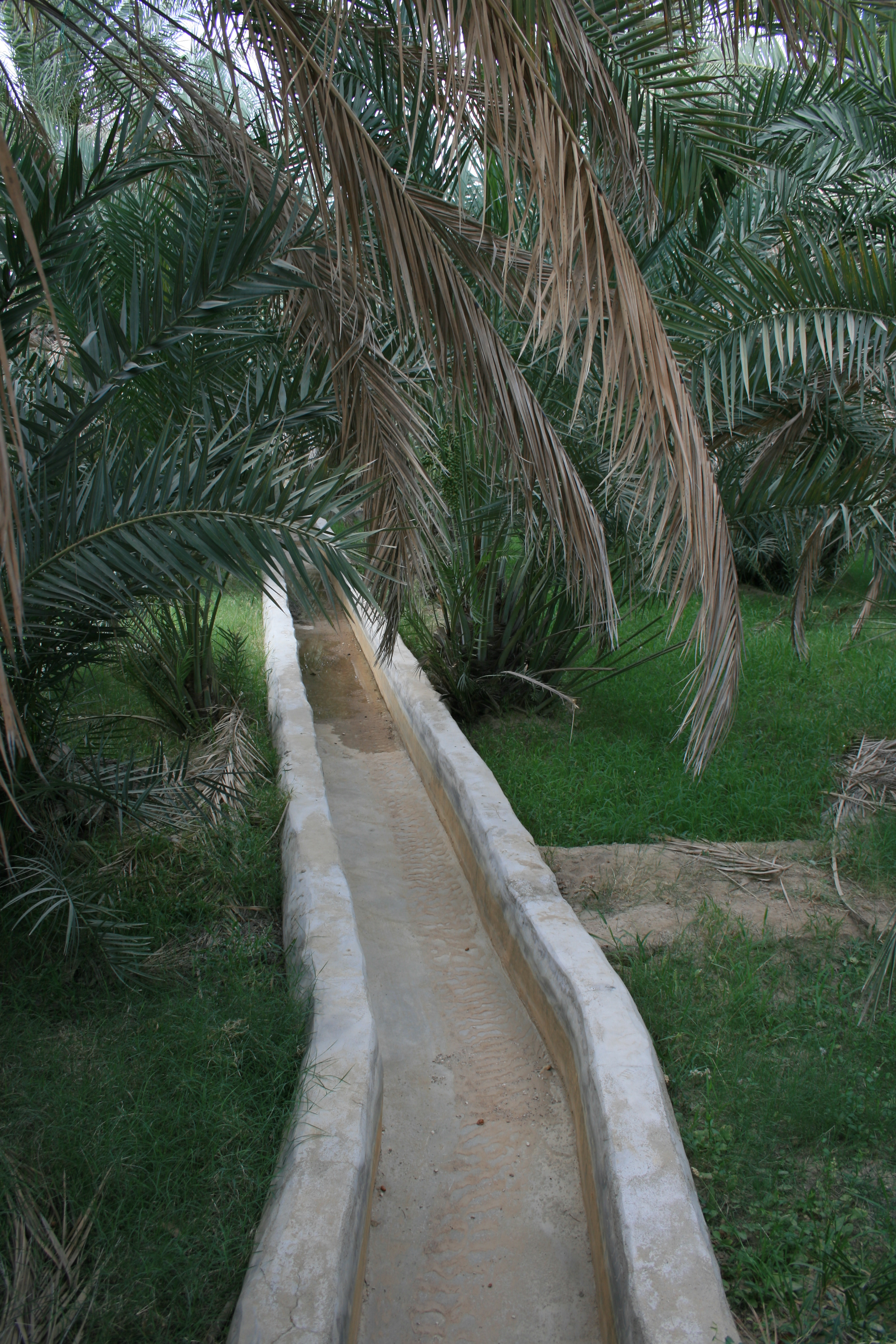
Іригаційна система оази (фаладж)

Для захисту оази від ворожих племен було побудовано декілька фортів. На заході розташований Форт Аль-Джахілі, на південному заході, біля дороги до Абу-Дабі — форт Каср-аль-Мувайджі. На східному краю оази знаходиться форт Сулеймана, а на західному — форт Заїда.

## Сучасність
Оаза містить близько 140 тисяч фінікових пальм зі 100 різних сортів, кожна з яких належить певній місцевій родині. Площа оази становить близько 120 га, охоронна зона — близько 6 тисяч га.
У 2016 році в оазі було відкрито центр екологічної освіти.
Сільське господарство в оазі побудоване за принципами сталого розвитку.

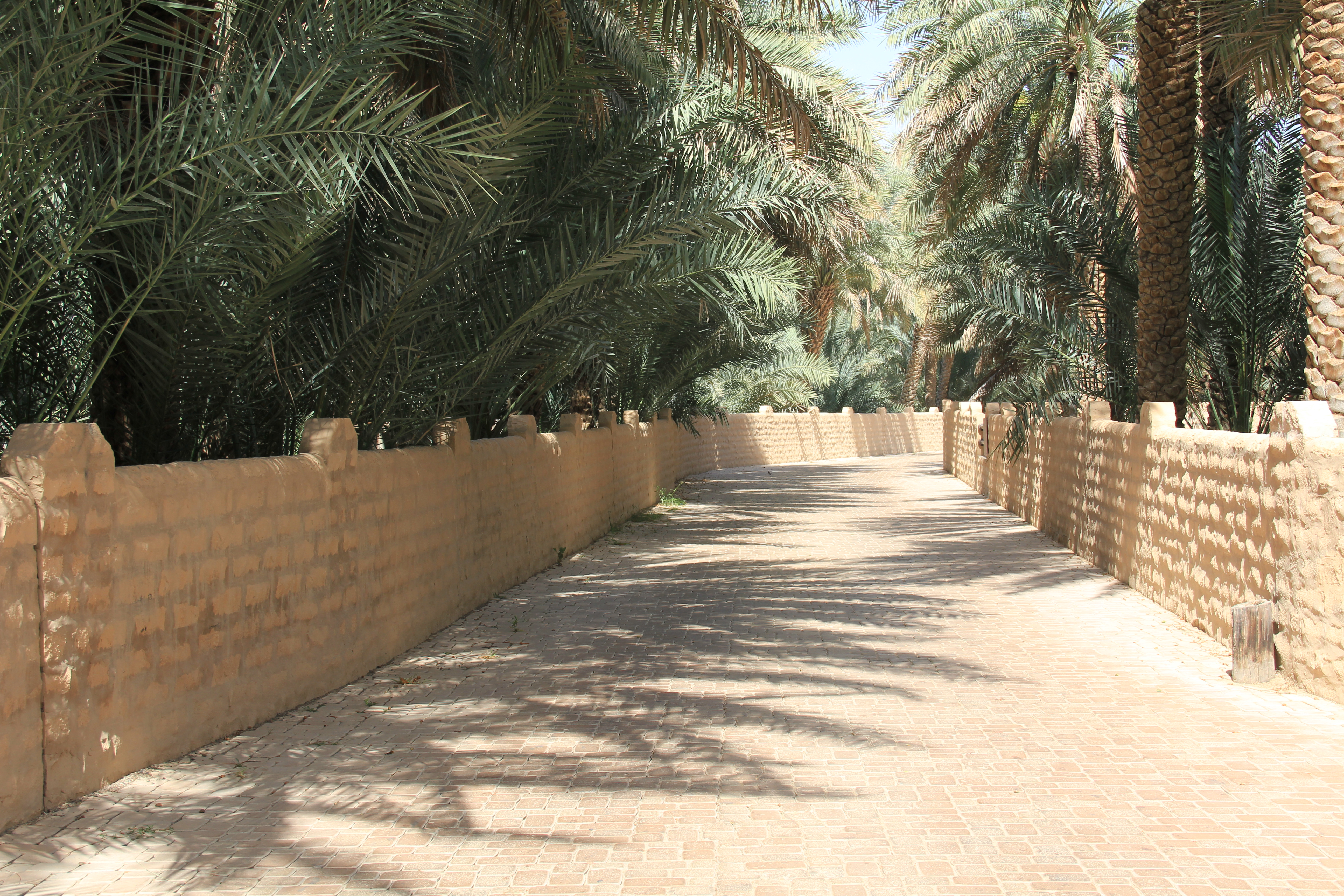
Алея в Оазі Аль-Айн